# Catonoides fusca
Catonoides fusca är en insektsart som beskrevs av Metcalf 1938. Catonoides fusca ingår i släktet Catonoides och familjen vedstritar.
Artens utbredningsområde är Panama. Inga underarter finns listade i Catalogue of Life.